# Roßlach (Neufang)
Roßlach ist eine Wüstung auf dem Gemeindegebiet von Wilhelmsthal im oberfränkischen Landkreis Kronach in Bayern.

## Geographie
Die Einöde lag auf einer Höhe von 562 m ü. NHN. Im Osten fällt das Gelände ins Tal der Remschlitz ab. Neufang befand sich 2,5 Kilometer nordöstlich von Roßlach.

## Geschichte
Der Ort wurde in der ersten Hälfte des 19. Jahrhunderts auf dem Gemeindegebiet von Neufang gegründet. Ab den 1880er Jahren zählte der Ort zum Gemeindeteil Schäferei. Das ursprüngliche Anwesen wurde abgebrochen. An seiner Stelle entstanden Anwesen von Schäferei.

### Einwohnerentwicklung
| Jahr      | 001861 | 001871 |
| Einwohner | 12     | 20     |
| Quelle    | [ 3 ]  | [ 4 ]  |

## Religion
Rößlach war ursprünglich katholisch und nach St. Laurentius (Neufang) gepfarrt.